# Wiener Städtische Liga (2009/2010)
Wiener Städtische LIGA 2009/2010 – 19. sezon walki o mistrzostwo Serbii. Rozpoczął się 8 października 2009 roku i trwać będzie do wiosny 2010 roku.
W fazie zasadniczej 8 zespołów rozegra mecze system każdy z każdym, mecz i rewanż.
W sezonie 2009/2010 w Lidze Mistrzów Serbię reprezentować będzie Radnički Kragujevac, w Pucharze CEV – Crvena Zvezda Belgrad, a w Pucharze Challenge – Ribnica Kraljevo i NIS Wojwodina Nowy Sad.

## Drużyny uczestniczące
| Drużyna                | Miejsce w sezonie 2008/2009 | Miasto     | Uwagi            |
| ---------------------- | --------------------------- | ---------- | ---------------- |
| Radnički Kragujevac    | złoto                       | Kragujevac | Liga Mistrzów    |
| NIS Wojwodina Nowy Sad | srebro                      | Nowy Sad   | Puchar Challenge |
| Crvena Zvezda Belgrad  | brąz · złoto                | Belgrad    | Puchar CEV       |
| Ribnica Kraljevo       | 4                           | Kraljevo   | Puchar Challenge |
| Partizan Belgrad       | 5                           | Belgrad    |                  |
| Mladi Radnik Požarevac | 6                           | Požarevac  |                  |
| OK Smederevo           | 7                           | Smederevo  |                  |
| Spartak Ljig           |                             | Ljig       | beniaminek       |

## Faza zasadnicza

### Tabela wyników
|                        | Kragujevac | Nowy Sad | Crvena Zvezda | Kraljevo | Partizan | Požarevac | Smederevo | Ljig |
| ---------------------- | ---------- | -------- | ------------- | -------- | -------- | --------- | --------- | ---- |
| Radnički Kragujevac    | –          | 3:0      | 3:2           | 3:2      | 3:1      | 3:0       | 3:0       | 3:1  |
| NIS Wojwodina Nowy Sad | 0:3        | –        | 0:3           | 3:0      | 0:3      | 3:0       | 3:1       | 3:0  |
| Crvena Zvezda Belgrad  | 3:2        | 3:1      | –             | 3:0      | 2:3      | 3:0       | 3:0       | 3:0  |
| Ribnica Kraljevo       | 0:3        | 3:0      | 1:3           | –        | 3:0      | 3:2       | 3:0       | 3:2  |
| Partizan Belgrad       | 2:3        | 3:2      | 0:3           | 3:0      | –        | 3:2       | 3:0       | 3:1  |
| Mladi Radnik Požarevac | 1:3        | 2:3      | 1:3           | 3:2      | 3:0      | –         | 3:0       | 3:1  |
| OK Smederevo           | 0:3        | 1:3      | 0:3           | 3:1      | 2:3      | 2:3       | –         | 1:3  |
| Spartak Ljig           | 3:1        | 0:3      | 0:3           | 2:3      | 0:3      | 3:2       | 2:3       | –    |

| Drużyna gospodarzy wymieniona jest po lewej stronie tabeli. zwycięstwo gospodarzy zwycięstwo gości |

### Tabela fazy zasadniczej
| Poz.                                                                                  | Klub                   | Punkty | Mecze         | Mecze   | Mecze     | Rodzaj wyniku | Rodzaj wyniku | Rodzaj wyniku | Rodzaj wyniku | Rodzaj wyniku | Rodzaj wyniku | Sety         | Sety    | Sety      | Sety  | Małe punkty | Małe punkty | Małe punkty |
| Poz.                                                                                  | Klub                   | Punkty | liczba meczów | wygrane | przegrane | 3:0           | 3:1           | 3:2           | 2:3           | 1:3           | 0:3           | liczba setów | wygrane | przegrane | ratio | zdobyte     | stracone    | ratio       |
| ------------------------------------------------------------------------------------- | ---------------------- | ------ | ------------- | ------- | --------- | ------------- | ------------- | ------------- | ------------- | ------------- | ------------- | ------------ | ------- | --------- | ----- | ----------- | ----------- | ----------- |
| 1                                                                                     | Crvena Zvezda Belgrad  | 37     | 14            | 12      | 2         | 8             | 3             | 1             | 2             | 0             | 0             | 51           | 40      | 11        | 3,64  | 1192        | 999         | 1,19        |
| 2                                                                                     | Radnički Kragujevac    | 34     | 14            | 12      | 2         | 6             | 3             | 3             | 1             | 1             | 0             | 54           | 39      | 15        | 2,60  | 1242        | 1107        | 1,12        |
| 3                                                                                     | Partizan Belgrad       | 24     | 14            | 9       | 5         | 4             | 1             | 4             | 1             | 1             | 3             | 54           | 30      | 24        | 1,25  | 1208        | 1126        | 1,07        |
| 4                                                                                     | NIS Wojwodina Nowy Sad | 21     | 14            | 7       | 7         | 4             | 2             | 1             | 1             | 1             | 5             | 49           | 24      | 25        | 0,96  | 1094        | 1087        | 1,01        |
| 5                                                                                     | Ribnica Kraljevo       | 17     | 14            | 6       | 8         | 3             | 0             | 3             | 2             | 2             | 4             | 54           | 24      | 30        | 0,80  | 1159        | 1223        | 0,95        |
| 6                                                                                     | Mladi Radnik Požarevac | 17     | 14            | 5       | 9         | 2             | 1             | 2             | 4             | 2             | 3             | 57           | 25      | 32        | 0,78  | 1212        | 1258        | 0,96        |
| 7                                                                                     | Spartak Ljig           | 11     | 14            | 3       | 11        | 0             | 2             | 1             | 3             | 3             | 5             | 55           | 18      | 37        | 0,49  | 1141        | 1276        | 0,89        |
| 8                                                                                     | OK Smederevo           | 7      | 14            | 2       | 12        | 0             | 1             | 1             | 2             | 3             | 7             | 52           | 13      | 39        | 0,33  | 1062        | 1234        | 0,86        |
| Punktacja: 3:0 i 3:1 – 3 punkty, 3:2 – 2 punkty, 2:3 – 1 punkt, 1:3 i 0:3 – 0 punktów |                        |        |               |         |           |               |               |               |               |               |               |              |         |           |       |             |             |             |

### Liderzy
| Kolejka | Lider                  |
| ------- | ---------------------- |
| 1       | NIS Wojwodina Nowy Sad |
| 2       | Partizan Belgrad       |
| 3       | Partizan Belgrad       |
| 4       | Partizan Belgrad       |
| 5       | Crvena Zvezda Belgrad  |
| 6       | Crvena Zvezda Belgrad  |
| 7       | Crvena Zvezda Belgrad  |

| Kolejka | Lider                 |
| ------- | --------------------- |
| 8       | Crvena Zvezda Belgrad |
| 9       | Crvena Zvezda Belgrad |
| 10      | Crvena Zvezda Belgrad |
| 11      | Crvena Zvezda Belgrad |
| 12      | Crvena Zvezda Belgrad |
| 13      | Crvena Zvezda Belgrad |
| 14      | Crvena Zvezda Belgrad |

## Mini-Liga I

### Tabela wyników
|                        | Crvena Zvezda | Kragujevac | Partizan | Nowy Sad |
| ---------------------- | ------------- | ---------- | -------- | -------- |
| Crvena Zvezda Belgrad  | –             | 0:3        | 1:3      | 3:2      |
| Radnički Kragujevac    | 3:2           | –          | 3:0      | 2:3      |
| Partizan Belgrad       | 1:3           | 1:3        | –        | 3:0      |
| NIS Wojwodina Nowy Sad | 0:3           | 2:3        | 3:1      | –        |

| Drużyna gospodarzy wymieniona jest po lewej stronie tabeli. zwycięstwo gospodarzy zwycięstwo gości |

### Wyniki spotkań
|  |  | 1. KOLEJKA |  |
|  |  | ---------- |  |

| 28.01.2010 | Crvena Zvezda Belgrad | 3:2 (25:18, 24:26, 25:21, 18:25, 15:10) | NIS Vojvodina Nowy Sad |

| 29.01.2010 | Radnički Kragujevac | 3:0 (29:27, 25:22, 29:27) | Partizan Belgrad |

|  |  | 2. KOLEJKA |  |
|  |  | ---------- |  |

| 4.02.2010 | Crvena Zvezda Belgrad | 0:3 (21:25, 20:25, 18:25) | Radnički Kragujevac |

| 6.02.2010 | NIS Vojvodina Nowy Sad | 3:1 (25:23, 21:25, 28:26, 25:14) | Partizan Belgrad |

|  |  | 3. KOLEJKA |  |
|  |  | ---------- |  |

| 11.02.2010 | Partizan Belgrad | 1:3 (17:25, 25:17, 20:25, 23:25) | Crvena Zvezda Belgrad |

| 12.02.2010 | Radnički Kragujevac | 2:3 (21:25, 25:23, 21:25, 28:26, 11:15) | NIS Vojvodina Nowy Sad |

|  |  | 4. KOLEJKA |  |
|  |  | ---------- |  |

| 18.02.2010 | Partizan Belgrad | 1:3 (25:19, 14:25, 34:36, 19:25) | Radnički Kragujevac |

| 19.02.2010 | NIS Vojvodina Nowy Sad | 0:3 (17:25, 19:25, 19:25) | Crvena Zvezda Belgrad |

|  |  | 5. KOLEJKA |  |
|  |  | ---------- |  |

| 4.03.2010 | Partizan Belgrad | 3:0 (25:18, 25:23, 25:19) | NIS Vojvodina Nowy Sad |

| 4.03.2010 | Radnički Kragujevac | 3:2 (27:29, 25:22, 21:25, 25:12, 17:15) | Crvena Zvezda Belgrad |

|  |  | 6. KOLEJKA |  |
|  |  | ---------- |  |

| 11.03.2010 | NIS Vojvodina Nowy Sad | 2:3 (24:26, 25:22, 25:22, 22:25, 11:15) | Radnički Kragujevac |

| 11.03.2010 | Crvena Zvezda Belgrad | 1:3 (27:29, 22:25, 25:11, 21:25) | Partizan Belgrad |

### Tabela końcowa
| Poz.                                                                                  | Klub                   | Punkty | Mecze         | Mecze   | Mecze     | Rodzaj wyniku | Rodzaj wyniku | Rodzaj wyniku | Rodzaj wyniku | Rodzaj wyniku | Rodzaj wyniku | Sety         | Sety    | Sety      | Sety  | Małe punkty | Małe punkty | Małe punkty |
| Poz.                                                                                  | Klub                   | Punkty | liczba meczów | wygrane | przegrane | 3:0           | 3:1           | 3:2           | 2:3           | 1:3           | 0:3           | liczba setów | wygrane | przegrane | ratio | zdobyte     | stracone    | ratio       |
| ------------------------------------------------------------------------------------- | ---------------------- | ------ | ------------- | ------- | --------- | ------------- | ------------- | ------------- | ------------- | ------------- | ------------- | ------------ | ------- | --------- | ----- | ----------- | ----------- | ----------- |
| 1                                                                                     | Radnički Kragujevac    | 48     | 20            | 17      | 3         | 8             | 4             | 5             | 2             | 1             | 0             | 79           | 56      | 23        | 2,43  | 1836        | 1658        | 1,11        |
| 2                                                                                     | Crvena Zvezda Belgrad  | 46     | 20            | 15      | 5         | 9             | 4             | 2             | 3             | 1             | 1             | 75           | 52      | 23        | 2,26  | 1723        | 1519        | 1,13        |
| 3                                                                                     | Partizan Belgrad       | 30     | 20            | 11      | 9         | 5             | 2             | 4             | 1             | 4             | 4             | 76           | 39      | 37        | 1,05  | 1714        | 1660        | 1,03        |
| 4                                                                                     | NIS Vojvodina Nowy Sad | 28     | 20            | 9       | 11        | 4             | 3             | 2             | 3             | 1             | 7             | 74           | 34      | 40        | 0,85  | 1632        | 1645        | 0,99        |
| Punktacja: 3:0 i 3:1 – 3 punkty, 3:2 – 2 punkty, 2:3 – 1 punkt, 1:3 i 0:3 – 0 punktów |                        |        |               |         |           |               |               |               |               |               |               |              |         |           |       |             |             |             |

## Mini-Liga II

### Tabela wyników
|                        | Kraljevo | Požarevac | Ljig | Smederevo |
| ---------------------- | -------- | --------- | ---- | --------- |
| Ribnica Kraljevo       | –        | 3:2       | 3:1  | 3:0       |
| Mladi Radnik Požarevac | 0:3      | –         | 3:0  | 3:1       |
| Spartak Ljig           | 1:3      | 0:3       | –    | 1:3       |
| OK Smederevo           | 0:3      | 0:3       | 1:3  | –         |

| Drużyna gospodarzy wymieniona jest po lewej stronie tabeli. zwycięstwo gospodarzy zwycięstwo gości |

### Wyniki spotkań
|  |  | 1. KOLEJKA |  |
|  |  | ---------- |  |

| 29.01.2010 | Ribnica Kraljevo | 3:0 (26:24, 25:14, 25:21) | OK Smederevo |

| 30.01.2010 | Mladi Radnik Požarevac | 3:0 (28:26, 25:19, 31:29) | Spartak Ljig |

|  |  | 2. KOLEJKA |  |
|  |  | ---------- |  |

| 6.02.2010 | OK Smederevo | 1:3 (24:26, 18:25, 29:27, 20:25) | Spartak Ljig |

| 6.02.2010 | Ribnica Kraljevo | 3:2 (25:27, 25:23, 17:25, 25:17, 15:11) | Mladi Radnik Požarevac |

|  |  | 3. KOLEJKA |  |
|  |  | ---------- |  |

| 13.02.2010 | Mladi Radnik Požarevac | 3:1 (25:15, 22:25, 25:10, 25:18) | OK Smederevo |

| 14.02.2010 | Spartak Ljig | 1:3 (23:25, 25:22, 14:25, 20:25) | Ribnica Kraljevo |

|  |  | 4. KOLEJKA |  |
|  |  | ---------- |  |

| 19.02.2010 | OK Smederevo | 0:3 (21:25, 17:25, 21:25) | Ribnica Kraljevo |

| 20.02.2010 | Spartak Ljig | 0:3 (23:25, 20:25, 12:25) | Mladi Radnik Požarevac |

|  |  | 5. KOLEJKA |  |
|  |  | ---------- |  |

| 6.03.2010 | Spartak Ljig | 1:3 (18:25, 25:13, 21:25, 23:25) | OK Smederevo |

| 6.03.2010 | Mladi Radnik Požarevac | 0:3 (23:25, 23:25, 18:25) | Ribnica Kraljevo |

|  |  | 6. KOLEJKA |  |
|  |  | ---------- |  |

| 12.03.2010 | OK Smederevo | 0:3 (18:25, 20:25, 22:25) | Mladi Radnik Požarevac |

| 12.03.2010 | Ribnica Kraljevo | 3:1 (9:25, 25:16, 27:25, 25:16) | Spartak Ljig |

### Tabela końcowa
| Poz.                                                                                  | Klub                   | Punkty | Mecze         | Mecze   | Mecze     | Rodzaj wyniku | Rodzaj wyniku | Rodzaj wyniku | Rodzaj wyniku | Rodzaj wyniku | Rodzaj wyniku | Sety         | Sety    | Sety      | Sety  | Małe punkty | Małe punkty | Małe punkty |
| Poz.                                                                                  | Klub                   | Punkty | liczba meczów | wygrane | przegrane | 3:0           | 3:1           | 3:2           | 2:3           | 1:3           | 0:3           | liczba setów | wygrane | przegrane | ratio | zdobyte     | stracone    | ratio       |
| ------------------------------------------------------------------------------------- | ---------------------- | ------ | ------------- | ------- | --------- | ------------- | ------------- | ------------- | ------------- | ------------- | ------------- | ------------ | ------- | --------- | ----- | ----------- | ----------- | ----------- |
| 1                                                                                     | Ribnica Kraljevo       | 34     | 20            | 12      | 8         | 6             | 2             | 4             | 2             | 2             | 4             | 76           | 42      | 34        | 1,24  | 1675        | 1671        | 1,00        |
| 2                                                                                     | Mladi Radnik Požarevac | 30     | 20            | 9       | 11        | 5             | 2             | 2             | 5             | 2             | 4             | 78           | 39      | 39        | 1,00  | 1709        | 1697        | 1,01        |
| 3                                                                                     | Spartak Ljig           | 14     | 20            | 4       | 16        | 0             | 3             | 1             | 3             | 6             | 7             | 77           | 24      | 53        | 0,45  | 1624        | 1797        | 0,90        |
| 4                                                                                     | OK Smederevo           | 10     | 20            | 3       | 17        | 0             | 2             | 1             | 2             | 5             | 10            | 73           | 18      | 55        | 0,33  | 1487        | 1747        | 0,85        |
| Punktacja: 3:0 i 3:1 – 3 punkty, 3:2 – 2 punkty, 2:3 – 1 punkt, 1:3 i 0:3 – 0 punktów |                        |        |               |         |           |               |               |               |               |               |               |              |         |           |       |             |             |             |

## Faza play-off

### Półfinały
(do trzech zwycięstw)
| 15.03.2010 | Radnički Kragujevac | 3:2 (17:25, 25:20, 25:23, 15:25, 15:9) | NIS Vojvodina Nowy Sad |

| 18.03.2010 | Radnički Kragujevac | 2:3 (23:25, 27:25, 25:22, 16:25, 7:15) | NIS Vojvodina Nowy Sad |

| 22.03.2010 | NIS Vojvodina Nowy Sad | 3:1 (22:25, 25:19, 25:23, 25:22) | Radnički Kragujevac |

| 25.03.2010 | NIS Vojvodina Nowy Sad | 2:3 (15:25, 17:25, 25:22, 26:24, 9:15) | Radnički Kragujevac |

| 28.03.2010 | Radnički Kragujevac | 3:1 (30:32, 29:27, 25:15, 26:24) | NIS Vojvodina Nowy Sad |

| 16.03.2010 | Crvena Zvezda Belgrad | 3:1 (25:22, 25:20, 21:25, 25:22) | Partizan Belgrad |

| 16.03.2010 | Crvena Zvezda Belgrad | 3:0 (25:23, 25:22, 25:20) | Partizan Belgrad |

| 22.03.2010 | Partizan Belgrad | 0:3 (22:25, 23:25, 23:25) | Crvena Zvezda Belgrad |

### Finał
(do trzech zwycięstw)
| 15.04.2010 | Radnički Kragujevac | 3:1 (18:25, 25:19, 25:22, 25:20) | Crvena Zvezda Belgrad |

| 18.04.2010 | Radnički Kragujevac | 3:1 (24:26, 33:31, 25:22, 25:18) | Crvena Zvezda Belgrad |

| 22.04.2010 | Crvena Zvezda Belgrad | 3:0 (25:17, 25:21, 25:18) | Radnički Kragujevac |

| 25.04.2010 | Crvena Zvezda Belgrad | 1:3 (19:25, 33:35, 25:22, 22:25) | Radnički Kragujevac |

## Klasyfikacja końcowa
| Miejsce | Zespół                 | Uwagi            |
| ------- | ---------------------- | ---------------- |
| złoto   | Radnički Kragujevac    | Liga Mistrzów    |
| 2.      | Crvena Zvezda Belgrad  | Puchar CEV       |
| 3.      | Partizan Belgrad       | Puchar Challenge |
| 4.      | NIS Vojvodina Nowy Sad | Puchar Challenge |
| 5.      | Ribnica Kraljevo       |                  |
| 6.      | Mladi Radnik Požarevac |                  |
| 7.      | Spartak Ljig           |                  |
| 8.      | OK Smederevo           |                  |